# Кунгсбака (община)
Община Кунгсбака (на шведски: Kungsbacka kommun) е разположена в лен Халанд, югозападна Швеция с обща площ 647 km2 и население 77 390 души (към 31 декември 2013). Административен център е град Кунгсбака.